# Transport ferroviaire en Afghanistan

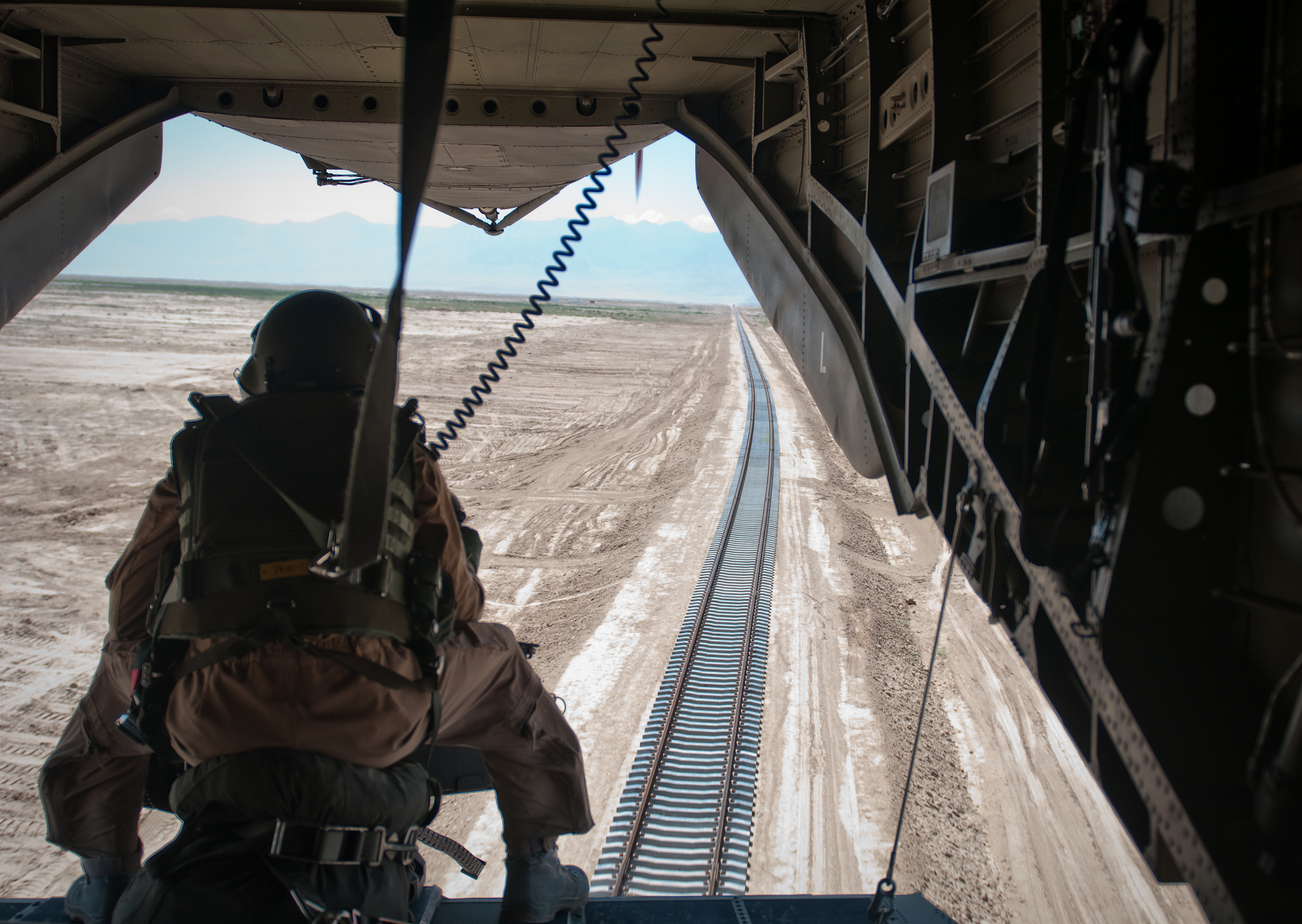
voie ferrée reliant le pont de l'amitié entre l'Afghanistan et l'Ouzbékistan à la ville de Mazâr-e Charîf, vue depuis un hélicoptère militaire américain.

Le transport ferroviaire en Afghanistan est composé de trois lignes ferroviaires dans le nord du pays, chacune connectée à un réseau ferroviaire frontalier étranger.
La première ligne du pays, ouverte en 1960, relie la ville de Torghundi (en) aux chemins de fer turkmènes. La seconde, ouverte en 2011, relie les villes de Mazâr-e Charîf et Hairatan (en) à la frontière avec l'Ouzbékistan, qui est ensuite connectée au réseau ferroviaire ouzbek. La troisième, la plus récente, est ouverte en 2016. Elle relie les villes d'Andkhoi à Aqina (en) puis est reliée au réseau ferré turkmène,. Le pays ne possède pas de ligne uniquement intérieure et manque d'infrastructures pour le transport de voyageurs. Une nouvelle liaison ferroviaire entre Hérat et Khaf en Iran, destinée au transport de fret et de voyageurs, est en construction depuis 2007, financée en grande partie par l'Iran,,,.
Le réseau ferroviaire afghan est sous-développé mais des projets de développement sont prévus. Le président ouzbek, Chavkat Mirzioïev, a annoncé lors du sommet de l'organisation de coopération de Shanghai de 2022 qu'il souhaitait financer une ligne ferroviaire de l'Ouzbékistan au Pakistan. Le but de cette ligne est de désenclaver l’Asie centrale en la connectant au port pakistanais de Gwadar. La ligne traverserait l'Afghanistan et s'arrêterait dans plusieurs villes afghanes, dont Kaboul,.

## Histoire

### Première ligne ferroviaire afghane
La première infrastructure ferroviaire afghane remonte aux années 1920 lorsque le roi Amanullah Khan achète des locomotives à la compagnie de construction allemande Henschel & Sohn. La compagnie fait parvenir depuis Cassel, en Allemagne, trois petites locomotives à vapeur qui sont mises en service sur une voie étroite de 762mm (en) de large. La ligne de sept kilomètres de long relie Kaboul à Darulaman (en), une ville nouvelle créé par Amanullah dans la banlieue de Kaboul pour devenir la nouvelle capitale à la place de Kaboul. Le magazine The locomotive magazine (en) a écrit dans son numéro d'août 1928: « Le seul chemin de fer existant actuellement en Afghanistan fait cinq milles de long (7km), entre Kaboul et Darulaman ». Cette première ligne est fermée et est démantelée dans les années 1940.

### Projets de lignes ferroviaires
Au cours de la deuxième moitié du XIXe siècle, de nombreuses propositions sont faites concernant la construction de chemins de fer dans le pays. En 1885, le New York Times évoquait des projets visant à relier le transcaspien russe, alors en construction, à l'Inde britannique via Hérat et Kandahar. Une fois terminé, le projet permettrait aux officiers britanniques de voyager de Londres à l'Inde, principalement par le rail, en 11 à 12 jours (en traversant la Manche, la mer Noire et la mer Caspienne en bateau).
Au alentour de 1928, des propositions sont faites pour tracer une ligne reliant Jalalabad à Kaboul, dans le but de se connecter au réseau indien (Raj britannique) via Peshawar. Les lignes pour relier Kaboul à Kandahar et Hérat suivraient plus tard. Cependant, en raison des bouleversements politiques, ces plans ne sont pas réalisés.
Dans les années 1930, la société gouvernementale des chemins de fer japonais propose la mise en service d'un train transeurasien à grande vitesse de Tokyo à Paris. Ce train doit circuler sur le réseaux japonais puis passerait à Pusan (par un tunnel sous-marin dans le détroit de Corée ), Pékin, Baotou, Tourfan, Kachgar, Kaboul, Téhéran, Bagdad, Istanbul avec une connexion à Berlin et Rome. Le projet n'est pas concrétisé du fait du déclenchement de la Seconde Guerre mondiale.

### Voies ferrées industrielle
Dans les années 1950, une centrale hydroélectrique est construite à Saroubi, à l'est de Kaboul. Plusieurs locomotives diesel desservent la station.
En 1979, le constructeur de locomotives et exploitant minier Bedia Maschinenfabrik de Bonn fournit cinq locomotive diesel-hydrauliques à deux essieux 600 mm à un destinataire inconnu.

## Gabarit des voies

### Historique
Jusqu'au XXIe siècle, moins de 25 km de voies sont construites sur le territoire de l'Afghanistan avec un écartement des voies de 1520 mm. Pour des raisons stratégiques, les gouvernements afghans précédents ont évité la construction de chemins de fer avec un écartement similaire au Royaume-Uni ou de la Russie qui pourraient faciliter une intervention étrangère.
Les pays voisins de l'Afghanistan utilisent chacun un écartement différent : l'Iran et la Chine possèdent une voie normale (1435mm), le Pakistan la voie indienne (1676mm) et le Turkménistan, Ouzbékistan et Tadjikistan la voie russe (1520mm).
En 2010, les autorités afghanes décident d'uniformiser ses lignes sur l'écartement standard. La ligne Khaf - Hérat, la plus récente, qui relie l’Afghanistan et l’Iran, est achevée en 2020 selon ce gabarit.

### Différents écartements utilisés
Durant la phase initiale de construction ferroviaire, à partir de 2010, des gares sont construites pour connecter des lignes à écartements différent entre elles:
- Gare de Kandahar: 1 676 mm - 1 435 mm
- Gare de Khyber: 1 676 mm - 1 435 mm
- Gare de Torghundi (en): 1 520 mm - 1 435 mm
- Gare de Mazâr-e Charîf: 1 520 mm - 1 435 mm
- Gare de Sher Khan Bandar (en): 1 520 mm - 1 435 mm

## Autorité ferroviaire nationale
Le gouvernement afghan prévoyait de , ce qui a été discuté 
Lors de la réunion du G8 en juillet 2011, le gouvernement afghan annonce qu'il prévoit de former une commission, l,Afghanistan Railway Authority (en français: autorité des chemins de fer afghans), destinée à la construction ferroviaire avec la coopération technique fournie par la Commission européenne. l,Afghanistan Railway Authority doit être chargée de superviser : la construction d'un réseau ferroviaire à l'intérieur du pays et sa connexion avec les pays voisins. En octobre 2011, la banque asiatique de développement approuve le financement de la commission. Celle-ci dispose d'un site Web. La formation des membres de cette commission est dispensée par l'armée américaine.

## Lignes actuelles et projets futurs

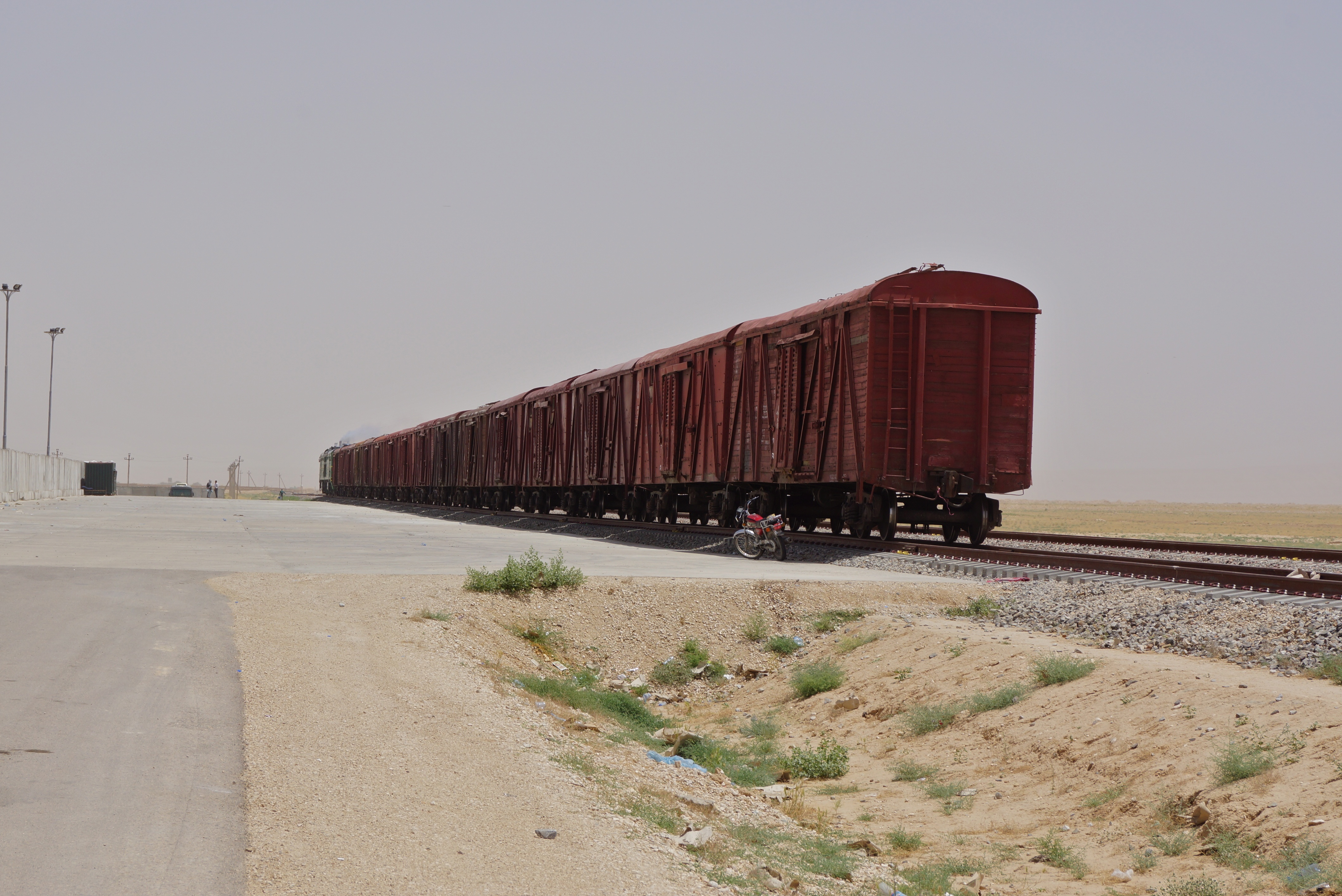
Train de marchandises dans le nord de la province de Balkh

### Ligne Afghanistan-Ouzbékistan
Au début des années 1980, l'Union soviétique construit une ligne ferroviaire d'environ 15 km de Termez en RSS d'Ouzbékistan à Hairatan (en) en Afghanistan, traversant le fleuve de l'Amou-Daria sur le pont de l'amitié Afghanistan-Ouzbékistan.
En janvier 2010, un tronçon de 75 km est construit, prolongeant la ligne sur le territoire afghan. Cette ligne est également construite avec l'écartement russe du fait qu'elle est financées par des fonds ouzbeks. Le tronçon débute à Hairatan puis rejoint l'aéroport de Mazar-e-Charif dans la ville de Mazâr-e Charîf. Cette ligne est ensuite exploitée par la compagnie ferroviaire nationale d'Ouzbékistan (en) pendant trois ans, avant sa reprise par le département des chemins de fer de l'Afghanistan. En décembre 2010, débute des circulations de trains transportant des matériaux de construction pour d'autres projets de reconstruction en Afghanistan. Les premiers services de fret commence à fonctionner vers août 2011,.
L'Ouzbékistan s'engage en 2018 à financer partiellement un projet de liaison ferroviaire de 657 km entre Mazâr-e Charîf et Hérat, qui a pour objectif de permettre la connexion entre l'Iran et l'Asie centrale et potentiellement la Chine.

### Ligne Afghanistan-Iran
Une liaison de 10km de long relie les villes frontalières de Serhetabat au Turkménistan à Torghundi (en) en Afghanistan. La liaison a été construite dans les années 1960 par l'Union soviétique. Une mise à niveau de la ligne a commencé en 2007. En avril 2016, un accord a été conclu pour une étude de faisabilité technique en vue d'un prolongement de cette ligne d'environ 100 kilomètres jusqu'à la ville d'Hérat, où elle pourrait se connecter à la ligne vers l'Iran en cours de construction. Conformément aux décisions antérieures, la ligne sera probablement construite en écartement standard, avec un changement d'écartement à Torghundi en écartement russe vers le Turkménistan. En avril 2018, le gouvernement turkmène a décidé de construire un autre chemin de fer depuis le champ gazier de Galkynysh en direction de l'Afghanistan,.
Une autre ligne ferroviaire a été ouverte plus à l'est en novembre 2016, reliant Aqina (en) à Kerki via Ymamnazar (en) au Turkménistan. Des travaux sur une extension de 58km vers Andkhoi ont rapidement commencés, qui se sont achevés en janvier 2021,,. Le 9 mai 2023, la première traversé de transport de fret de l'Iran vers l'Afghanistan par la voie ferrée de Khaf à Hérat a été réussie. Cette traversé comprenait 17 wagons qui transportaient 655 tonnes de matériel ferroviaire qui seront utilisés dans la poursuite de la construction de la ligne. Le chemin de fer Khaf-Hérat est long de 225 kilomètres, dont 140 km traversent l'Afghanistan et les 85 km restants traversent l'Iran. La construction de la ligne ferroviaire Khaf-Hérat a commencé en 2007.

Carte du corridor de transport Inde-Iran-Afghanistan. La liaison ferroviaire (en rouge) est proposée pour remplacer le tronçon d'autoroute entre l'Iran et l'Afghanistan, reliant la gare ferroviaire de Zahedan.

La gare ferroviaire iranienne la plus proche de la frontière afghane se trouve à Khaf et il s'agit d'une ligne de fret à voie normale. Depuis 2002, les responsables afghans et iraniens travaillent au prolongement de cette ligne jusqu'à Hérat, en Afghanistan,. Il a été rapporté en décembre 2020 que la voie ferrée entre Hérat et Khaf, longue de 225 km, avait finalement été prolongé jusqu'à Rahzanak, en Iran, ne laissant que 85 km pour achever la ligne jusqu'à Hérat,,.
La ligne ferroviaire comprend quatre tronçons, deux en Iran et deux en Afghanistan. En Iran, le premier tronçon, allant de Khaf à Sangan (14km), a été achevé en septembre 2016. Le deuxième tronçon, de Sangan à la frontière afghane à Shamtiq (64km), a été achevé en octobre 2017. Le troisième tronçon, s'étendant à l'intérieur de l'Afghanistan depuis la frontière de Shamtiq jusqu'à Gurian (61km) a également été achevé. Le dernier tronçon relit Shamtiq à Hérat ( 86km) qui est soutenu par l’Italie,. Les travaux de cette dernière ligne démarrent en décembre 2000 et se terminent à l'aéroport international d'Herat, le quatrième aéroport d'Afghanistan.
L'Inde et l'Afghanistan travaillent à l'extension de cette route ferroviaire d'Hérat à Mazâr-e Charîf. Mazâr-e Charîf est déjà relié à l'Ouzbékistan et au Tadjikistan par des voies ferroviaires. Hérat est également déjà reliée au Turkménistan par des voies ferroviaires et routières. L'Inde finalise également un projet de construction d'un chemin de fer de 900 kilomètres qui reliera le port de Tchabahar en Iran, en cours de construction avec l'aide de l'Inde, à la région minière de Hajigak (en) en Afghanistan,. Dès 2011, sept sociétés indiennes ont acquis les droits d'exploitation minière de la région. Le gouvernement indien s'est engagé à financé à hauteur de 2 milliards de dollars le développement des infrastructures.
En mai 2016, lors du voyage du Premier ministre indien Narendra Modi en Iran, un accord a été signé pour développer deux postes d'amarrage au port de Tchabahar et une connexion ferroviaire de la ville au réseau ferroviaire iranien existant. La ligne de liaison relierait un point quelque part près de la ville de Bam au port, dans le cadre du corridor de transport nord-sud. Ircon International (en), une filiale de la société publique Indian Railways, a été chargée de ce projet. La mise en place de la connexion du port au réseaux ferroviaire du pays, est à l'étude. Avec l'achèvement du chemin de fer Kerman -Bam- Zahedan et sa future connexion au port de Tchabahar, ce port sera relié au chemin de fer transiranien, et donc à la fois à l'Afghanistan et à l'Asie centrale.
Le 10 décembre 2020, une première liaison ferroviaire entre l'Iran et l'Afghanistan sur la route entre Khaf et Rahzanak en Afghanistan sur une distance de 140 kilomètres a officiellement inauguré cette ligne. Les travaux sur 85 kilomètres restants du tronçon entre Rahzanak et Herat sont en cours. Les travaux des deux côtés sont réalisés dans le cadre de l'aide au développement de l'Afghanistan par l'Iran. La ligne ferroviaire fait partie du projet du Corridor ferroviaire des cinq nations (en) entre la Chine et l'Iran passant par l'Afghanistan. La nouvelle ligne ferroviaire Khaf – Rahzanak continue jusqu'à Torbat-e Heydarieh où elle relie la ligne Machhad – Bafq (en), une liaison ferroviaire cruciale ouverte en 2009,.
Le 9 juin 2023 a été annoncé que l'Iran et l'Afghanistan avaient achevé conjointement la première opération ferroviaire sur la ligne ferroviaire Khaf-Hérat. Le voyage comprenait 17 wagons et 655 tonnes de matériel ferroviaire pour la future construction ferroviaire. Le premier essai sur ce corridor a été réalisé en septembre de l'année dernière, même s'il ne s'agissait pas d'un voyage en train complet. Depuis la ville de Kachgar en Chine, les conteneurs sont transportés par camion de l'autre côté de la frontière jusqu'à la ville kirghize d'Och.

### Ligne Afghanistan-Pakistan
En juillet 2010, le Pakistan et l'Afghanistan signent un mémorandum d'entente pour poursuivre la pose de voies ferrées entre les deux pays. Les lignes ferroviaires doivent relier Quetta au Pakistan à Kandahar en Afghanistan et Peshawar à Jalalabad (ce projet est rapidement abandonné). Le 29 mai 2012, la construction d'un tronçon de 12 km allant de Chaman au Pakistan à Spin Boldak en Afghanistan est approuvé.
Le 22 février 2020, le premier train de marchandises à destination de l'Afghanistan quitte Karachi. Le président des chemins de fer pakistanais, Habib-ur-Rehman Gilani, inaugure ce train qui a chargé, au terminal international de marchandises de Karachi, une cargaison de 35 conteneurs à destination de Chaman, à la frontière de l'Afghanistan. De là, les marchandises ont traversés la frontière par la route,.
Le 30 décembre 2020, le Pakistan signe une lettre d'appel conjointe sollicitant un prêt de 4,8 milliards de dollars auprès des institutions financières internationales pour un projet de ligne ferroviaire transafghane avec l'Ouzbékistan et l'Afghanistan. Cette liaison ferroviaire doit relier le Pakistan et l’Ouzbékistan via l’Afghanistan et plus tard les pays d’Asie centrale. C'est le Premier ministre Imran Khan qui signe cette lettre au nom du Pakistan.

### Ligne Afghanistan-Tadjikistan
Une liaison ferroviaire binationale, est programmée en 2013, pour relier l'Afghanistan et le Tadjikistan. La section tadjik est partiellement réalisée en 2016.
En 2018, une extension de 50 km de Balkh (en) au Tadjikistan jusqu'à la ville frontalière afghane de Sher Khan Bandar (en), est approuvée, avec une construction devant débutée cette même année.

### Corridor Nord-Sud
En septembre 2010, le China Metallurgical Group (CMC) signe un accord avec le ministre afghan des Mines pour évaluer sur le terrain la possibilité de construction d'une voie ferroviaire traversant du nord au sud l'Afghanistan. Cette voie est prévue pour relier Mazâr-e Charîf à Kaboul puis la ville frontalière pakistanaise de Torkham. Le CMC obtient également une concession minière à Mes Aynak qu'il est prévu d'embrancher sur cette voie ferrée. La ligne nord-sud doit être réalisée sur 921 km de long avec un écartement sur le modèle indien qui permet de relier l'Ouzbékistan au Pakistan.

### Accord d'Achgabat
L'Accord d'Achgabat est un accord de transport signé par l'Inde, Oman, l'Iran, le Turkménistan, l'Ouzbékistan et le Kazakhstan, pour créer un corridor international de transport et de transit facilitant le transport de marchandises entre l'Asie centrale et le golfe Persique.